# Georg Volkhardt
Georg Volkhardt (* 10. November 1885 in Nürnberg; † 4. Juni 1953 in München) war ein deutscher Politiker und  Mitglied des Bayerischen Senats.

## Leben
Volkhardt besuchte die Volksschule und das Melanchthon-Gymnasium in Nürnberg. Nach seinem Abitur studierte er Rechtswissenschaften und Kunstgeschichte in Erlangen, München und Berlin und legte beide Staatsprüfungen ab.
1912 wurde er zum Leiter des neugegründeten städtischen Nachrichtenamts in Neuburg an der Donau ernannt. Im selben Jahr begann er als Dozent an der städtischen Bauschule und am Königlichen Technikum in Nürnberg. Er war ein Jahr lang stellvertretender rechtskundiger Magistratsrat, danach Soldat im Ersten Weltkrieg und ab 1916, ebenfalls für rund ein Jahr stellvertretender Leiter und Referent des Lebensmittelamtes in Nürnberg.
Von 1917 bis zu seiner Amtsenthebung 1933 war er erster Bürgermeister von Kaufbeuren, in dieser Zeit war er auch erster Vorsitzender des dortigen Roten Kreuzes. Gegen Ende des Ersten Weltkriegs gehörte er dem Schwäbischen Landrat in Augsburg an. Von 1918 bis 1933 war er ehrenamtlicher Vorsitzender des Aufsichtsrats der Gemeinnützigen Baugenossenschaft Kaufbeuren. Von 1922 bis 1933 gehörte er der Verwaltung und der Rechnungsprüfungskommission des Landesarbeitgeberverbands Bayerischer Gemeinden und Gemeindeverbände an.
1933 zog er nach München, wo er als juristischer Schriftsteller tätig war. Von 1935 an arbeitete er zehn Jahre lang als Rechtsanwalt.
1945 wurde er von der amerikanischen Besatzungsregierung wieder zum ersten Bürgermeister von Kaufbeuren ernannt, er war nunmehr auch Vorsitzender des Verwaltungsrats der dortigen Wertach-Elektrizitätswerke. Im Rahmen der ersten Kommunalwahlen in Bayern wurde er 1948 zum Oberbürgermeister von Kempten (Allgäu) gewählt, wo er auch die Allgäuer Festwoche mitbegründete; er führte dieses Amt bis 1952 aus. Außerdem bekleidete er das Amt des Vorsitzenden des Verwaltungsrats der Allgäuer Überlandwerks sowie des stellvertretenden Vorsitzenden des Aufsichtsrats der Wohnungsbauhilfe im Regierungsbezirk Schwaben. 1946 gehörte Volkhardt dem Beratenden Landesausschuss an; von 1947 bis 1951 war er Mitglied des Bayerischen Senats.